# Göteborgs Lastbilscentral
Göteborgs Lastbilscentral, ursprungligen Lastbilscentralen, är ett svenskt transport- och logistikföretag som bildades 1935 och har sin bas i Göteborg.
Lastbilscentralen skapades genom att enskilda åkerier gick ihop och bildade en organisation för gemensam administration samt marknadsföring. Verksamheten bedrevs från Nordhemsgatan 16 i Göteborg under namnet Lastbilscentralen.
År 1979 beslutades om namnändring till Göteborgs Lastbilcentral. Samtidigt ändrades logotypen där förkortningen GLC framgick tydligare. Året efter invigde GLC sitt nuvarande huvudkontor med verkstadslokaler på Ringön på Hisingen. 